# 바실 폴레두리스
바실 폴리두리스(Vassilis Konstantinos 'Basil' Poledouris, 1945년 8월 21일 ~ 2006년  11월 8일)는 영화 음악을 주로 작곡한 그리스계 미국인이다. 그는 1989년 TV 미니시리즈 Lonesome Dove로 에미 상 최우수 작곡상(Best Musical Score)을 수상하였다. 2006년 폐암으로 사망했다.

## 생애 및 경력
캔자스 시티에서 태어났다. 바실 폴레두리스는 그를 음악으로 안내한 두 영향이 있다고 믿는다. 그 첫 번째는 작곡가 미클로시 로자(Miklós Rózsa)이고, 두 번째는 그리스 정교회이다. 폴레두리스는 교회에서 자랐고, 코러스의 소리에 사로잡혀 예배에 참여하기도 했다. 7세 때, 폴리두리스는 피아노를 배우기 시작했고, 고등학교 졸업 후에는 서던 캘리포니아 대학교에서 영화 제작과 음악을 공부하였다. 그가 기여한 여러 단편 영화들이 학교의 기록 보관소에 보관되어 있다. 대학교에서 폴레두리스는 존 밀리어스 감독과 랜달 클라이저 감독을 만났는데, 이들과는 후에 음악 작곡가로서 같이 일하게 된다. 1985년, 폴리두리스는 폴 베호벤이 감독한 영화 Flesh & Blood 의 음악을 작곡하였다.
폴레두리스는 그의 오케스트라 구성의 '강력한 서사시 스타일'과 '주제와 관련된 복잡한 설계'로 널리 알려지게 되었다. 그는 영화 《블루 라군》(1980년, 클라이저 감독), 《야만인 코난》(1982년, 밀리어스 감독), 《코난 더 디스트로이어》(1984년), 《레드 던》(1984년, 밀리어스 감독), 《로보캅》(1987년, 베호벤 감독), 《붉은 10월》(1990), 《프리 윌리》(1993년), 《스타십 트루퍼스》(1997년, 베호벤 감독), 《사랑을 위하여》(1999년) 등의 음악을 작곡하였다.
폴리두리스의 《야만인 코난》의 음악은 역대 최고의 영화 음악 중 하나로 꼽히기도 한다. 폴리두리스는 이 영화음악의 사운드트랙 녹음 당시 오케스트라의 규모가 작아서 자신의 의도가 충분히 반영되지 못하였다고 아쉬워하였었다. 작곡가의 원래 의도를 제대로 반영한 새로운 녹음은 닉 레인 지휘, 프라하 시 필하모닉 오케스트라의 연주로 2010년에 프로메테우스(Prometheus) 레이블에서 나왔다.